# 露丝·布莱恩·欧文
露丝·布莱恩·欧文（英語：Ruth Bryan Owen，1885年10月2日—1954年7月26日），是一位美国女性政治人物、外交官、作家和电影制作人。她是曾任国务卿的民主党政治人物威廉·詹宁斯·布莱恩与玛丽·贝尔德·布莱恩的女儿，露丝·布莱恩也是第一位入选美国众议院外交事务委员会的女性众议员。

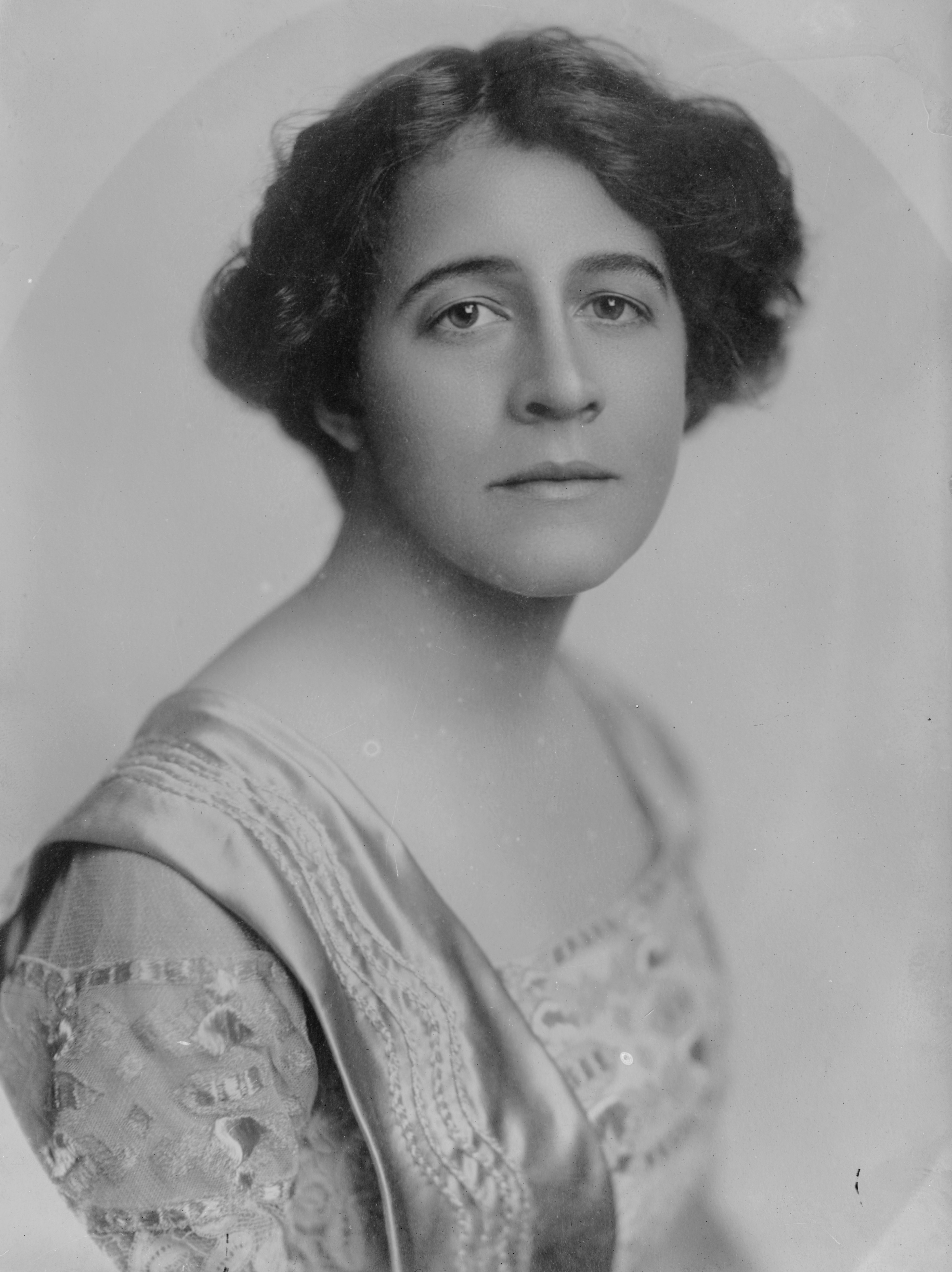
年轻时的露丝·布莱恩·欧文

露丝在1932年的国会初选中被主张废除禁酒令的民主党候选人马克·威尔科克斯击败，她的国会生涯便在1933年3月结束。同年5月她被富兰克林·罗斯福总统任命为驻丹麦暨冰岛全权公使，她也由此成为了美国历史上第一位女性外交使节。

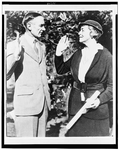
1933年，美国驻丹麦全权大使露丝·布莱恩·欧文宣誓就职

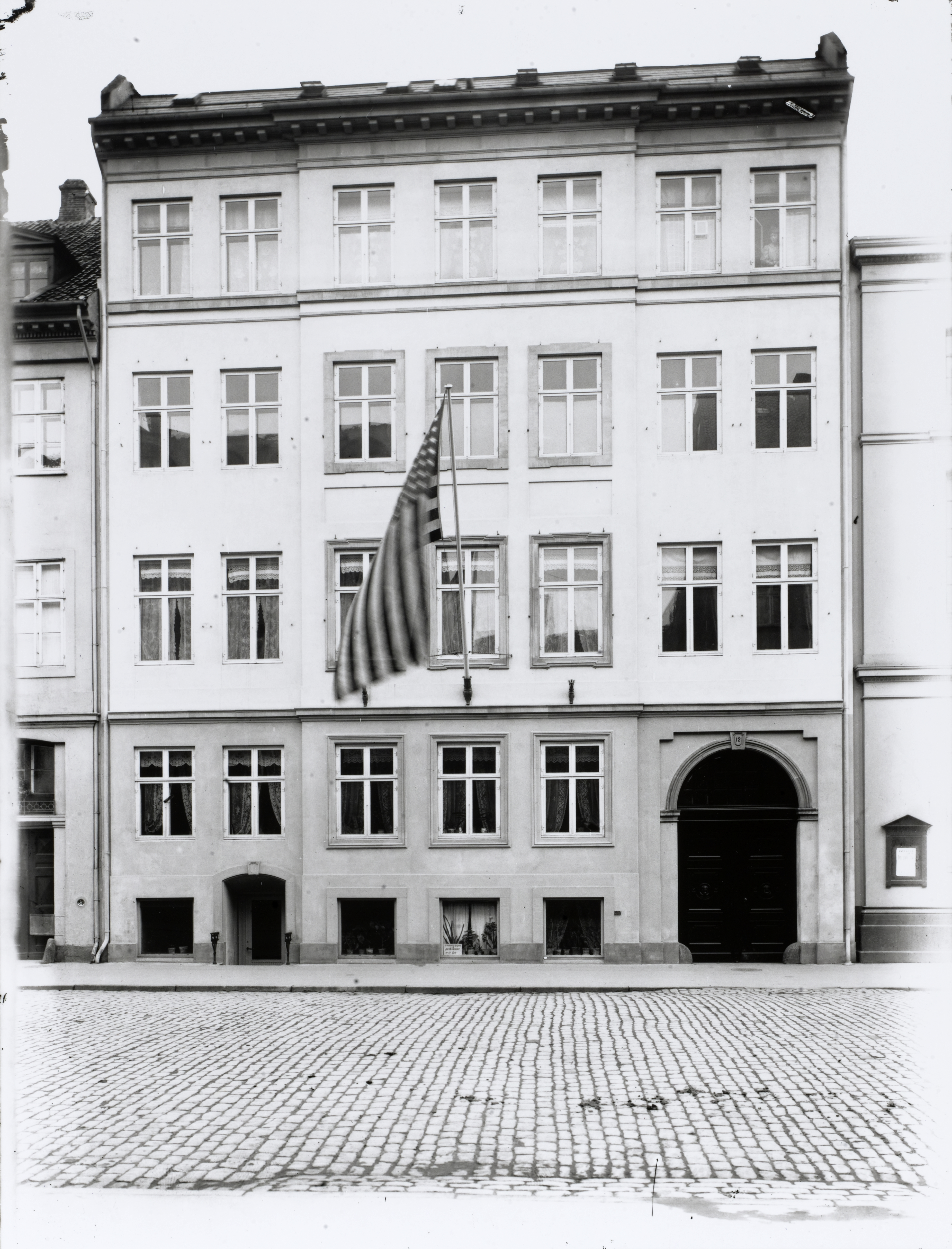
美国驻丹麦大使馆

1936年7月11日，露丝与丹麦国王亲卫队长官博尔格·罗德结婚，这段婚姻亦使她获得了丹麦和美国的双重国籍，因此她辞去了大使的职务。其后她曾作为美国代表团员出席旧金山会议，该会议在二战后成立了联合国；1948年，哈里·S·杜鲁门任命她为联合国大会候补代表。她于1954年7月26日在哥本哈根去世，安葬在哥本哈根的奥尔德鲁普公墓。

## 个人著作
- Elements of Public Speaking New York, H. Liveright, 1931.
- Leaves from a Greenland Diary New York: Dodd, Mead & Co., 1935.
- Denmark Caravan New York: Dodd, Mead & Co., 1936.
- Picture Tales from Scandinavia Philadelphia: J.B. Lippincott Co., 1939.
- The Castle in the Silver Wood and Other Scandinavian Fairy Tales New York: Dodd, Mead & Co., 1939.
- Look Forward, Warrior New York: Dodd, Mead & Co., 1942.
- Caribbean Caravel New York: Dodd, Mead & Co., 1949.